# Clyde McPhatter
Clyde McPhatter (ur. 15 listopada 1932 w Durham w Karolinie Północnej, zm. 13 czerwca 1972 w Teaneck w stanie New Jersey) – afroamerykański piosenkarz związany z gatunkiem rhythm and blues. Jeden z pionierów czarnego popu.
McPhatter, syn pastora, otrzymał staranne wykształcenie wokalne. Obdarzony był bogatym i silnym głosem – tenorem. Artysta rozpoczął swą muzyczną karierę w kościelnych chórach śpiewając gospel, by zostać profesjonalnym piosenkarzem, który do rytm and bluesa wniósł więcej nostalgii i melancholii, ostatecznie dając podwaliny pod muzykę soul. McPhatter został jednym z największych idoli czarnej publiczności w historii muzyki pop. Clyde McPhatter nagrywał i koncertował z własną grupą instrumentalną The Drifters.
W 1987 Clyde McPhatter został wprowadzony do Rock and Roll Hall of Fame.

## Dyskografia Clyde’a McPhattera
- 1958 Clyde McPhatter & the Drifters
- 1958 Love Ballads
- 1959 Let’s Start Over Again
- 1959 Clyde McPhatter
- 1960 May I Sing for You
- 1962 Lover Please
- 1964 Songs of the Big City
- 1965 Live at the Apollo
- 1970 Welcome Home
- 1973 A Tribute to Clyde McPhatter
- 1984 Bip Bam
- 1996 Meet Billy Ward & His Dominoes